# Municipio de Tlayacapan
El municipio de Tlayacapan es un municipio en el estado de Morelos, en México. Su cabecera es la localidad de Tlayacapan, reconocida como pueblo mágico en el año 2001.
Tlayacapan fue un lugar escogido para rodar películas mexicanas y estadounidenses. Allí se rodaron Nazarín, protagonizada por Paco Rabal y Rita Macedo, La Valentina, protagonizada por María Félix y Eulalio González, y Dos mulas y una mujer, con Shirley MacLaine y Clint Eastwood. El grupo estadounidense de rock The Killers grabó en 2006 el videoclip de su canción When You Were Young.

## Etimología
El término Tlayacapan proviene del náhuatl: tlal-li, tierra; yaka-tl, nariz, punta, término, lindero, frontera, y pan, locativo. Significa, por tanto: "sobre la punta de la tierra", "lugar de los límites o linderos", "la nariz de la tierra".

## Historia
En la cima del tronco piramidal de la geografía mexicana, rodeado de altas montañas, había un lago mitad dulce y mitad salobre, el cual bordeaba muchos pueblos de Xochimilco. Del lado sur del lago, salía una importante vereda, atravesaba la sierra del Ajusco (cuya altitud es de 3,952 metros sobre el nivel medio del mar) y, a doce leguas, en las estribaciones orientales, está el pueblo que hoy se conoce como Tlayacapan. Los primeros habitantes fueron los olmecas. Se sabe algo acerca de los antiguos pobladores, gracias a los descubrimientos arqueológicos, al estudio de las piedras, del barro, usando rigurosos métodos científicos para escudriñar, excavar y desenterrar la historia.

### Francisco Plancarte y Navarrete
Francisco Plancarte y Navarrete exploró Cuernavaca, en donde fue segundo obispo, entre 1890 y 1910. Planclarte y Navarrete descubrió la existencia de abundantes figurillas con rasgos olmecas en Hidalgo, Chalco, Ameca, Tlayacapan y la parte norte de Morelos. Fueron invadidos por tribus xochimilcas, quienes prosperaron rápidamente gracias a un invento agrícola revolucionario: la chinampa, especie de balsa cuadrada anclada con cañas y llena de lino del lago, donde las legumbres y flores crecían tres veces al año. El éxito de este invento impulsó a los xochimilcas a extenderse al otro lado de la montaña para controlar el fértil valle de Amilpas, rico en productos complementarios como el algodón, el maíz, la madera y el papel. La conquista estableció su centro de control en Tlayacapan, predestinado por la geografía, ya que desde su altura se domina con mirada toda la feraz tierra caliente.

### Los chinelos
Fueron los chinelos quienes empezaron a dar orden a las cabañas de paja y lodo de la aldea inicial. Según permiten conjeturar el actual estado urbano del poblado y los datos históricos, el trazo se vio sensiblemente afectado bajo el dominio azteca en el siglo XV.

### México prehispánico
En la época prehispánica, la actividad comercial fue muy relevante, y Tlayacapan era el paso obligado del camino de Tenochtitlan a las regiones de intercambio del sur. También fue un importante centro ceremonial con muchos adoratorios; uno de ellos estaba en la cueva de Tonanzin, que quiere decir: "Madre de Dios" o "Nuestra Madre", que se encuentra aproximadamente dos kilómetros al noroeste de la población, y el gran Teocalli, en el centro de la población, en donde hoy se levanta el ex convento de San Juan Bautista. Junto al templo, construyeron el tecpan o palacio para los gobernantes, en donde hoy está el palacio municipal; enfrente hay un espacio para el Tiankixtle o mercado, que se hacía bajo la sombra de una ceiba, conocida actualmente como pochote y que aún existe. Ésta fue la organización del espacio físico de Tlayacapan.

### Hernán Cortés
Hernán Cortés, después de haber sido derrotado por los aztecas en la noche del 30 de junio de 1520, hecho que se registra en la historia como la "Noche triste", se retiró rumbo a Tlaxcala y, después de reunir muchos aliados, regresó a continuar la lucha. Al llegar a Chalco, armó 13 bergantines que traía para sitiar a la gran Tenochtítlan; decidió acompañarse de 30 de a caballo, 300 peones y por capitán a Gonzalo de Sandoval alguacil mayor, Cristóbal Corral Alférez, Juan Rodríguez de Villafuerte, Francisco Verdugo, Pedro Dircio y Andrés de Manjarrez; capitanes, el padre Pedro Melgarejo y más de veinte mil hombres, para hacer un recorrido por la parte sur del lago de Texcoco. Los días 8 y 9 de abril de 1521, sostuvo un combate con los nativos de Tlayacapan, en los cerros del Ziualopapalotzink y el Tlatoani, en los cuales Cortés perdió a dos españoles y le hirieron a más de veinte. Bajó luego a Oaxtepec, posteriormente a Yautepec, Cuernavaca, hasta llegar a Xochimilco y nuevamente a Chalco, en donde ya estaban listos los bergantines para el sitio de Tenochtitlan.

### Defensa de Tenochtitlan
Los señores de Tlayacapan, Oaxtepec y Yautepec le llevaron mucha gente a Cuauhtémoc para defender a la ciudad, a lo que en Nepopualco (contadero), cada señor contó la gente que llevaba y que jamás regresó.

### Sometimiento de Tlayacapan
Posteriormente, Tlayacapan fue sometido por Hernán Cortés en 1539. Al dividirse la Nueva España, pasó a formar parte de la provincia de México. Estos títulos aún se conservan en la presidencia municipal.[cita requerida]

### Propiedad de las tierras: litigio
De este pueblo se arrendaron a la hacienda de San Carlos Borromeo, las tierras de Cacahuatlán y luego, desconocida por la hacienda la propiedad que los indígenas tenían sobre estas tierras, dio origen a un sonado litigio que se abrió ante el juzgado de primera instancia de Yautepec, por lo que finalmente Tlayacapan ganó en 1874, presentando al efecto magníficos y muy buenos alegatos.

### Porfiriato y restitución de la propiedad
Más tarde, el general Porfirio Díaz, presidente provisional de la República en 1876, impidió que se hiciera justicia al pueblo de Tlayacapan, a pesar de que había ganado en buena lid el pleito relativo. De esta manera, la Hacienda de San Carlos se quedó con las tierras de Cacahuatlán, y no fue hasta el año de 1915 durante la revolución, cuando Tlayacapan tomó nuevamente esas tierras y en 1929 legalmente se le restituyeron en definitiva. 
Tlayacapan era un lugar poco conocido hasta que, en 2011, fue elevado a categoría de Pueblo Mágico, un programa creado en 2001 por el gobierno de Vicente Fox para promover el turismo.

## Medio físico

### Localización
Se encuentra localizado en la parte Noreste del estado de Morelos, entre los paralelos 18º 57' latitud Norte y 98° 59' longitud Oeste respecto del meridiano de Greenwich. Sus colindancias son las siguientes:
- al Norte, con el municipio de Tlalnepantla;
- al Sur, con el municipio de Yautepec;
- al Este, con los municipios de Totolapan y Atlatlahucan;
- al oeste, con el municipio de Tepoztlán.

La distancia aproximada hacia la capital del estado es de 60 km.

### Extensión
Posee una extensión territorial de 52.136 kilómetros cuadrados, cifra que representa el 1.05% de la superficie total del estado.

### Orografía
Se encuentra rodeado por una cadena de cerros:
- por el sur, se encuentra ubicado el cerro de la Ventanilla, el Sombrerito o Yacatl ("nariz", en náhuatl);
- por el oeste, los cerros: Huixtlalzink, Tlatoani y Ziualopapalozink ("mariposita señora"), el más alto de los cuales tiene 505 metros de altura;*por el Noroeste, los cerros de Tezontlala, Cuitlazimpa y Tepozoco;
- por el Norte, la loma de la Amixtepec, a una altitud de 1.630 m s. n. m.

Actualmente a esta zona se le conoce como el corredor biológico Chichinautzin, que comprende el sur del Distrito Federal y el norte de Morelos.
Al sur, está la hacienda de Temixco.

### Hidrografía
El municipio de Tlayacapan carece de ríos y arroyos naturales, solo cuenta con las corrientes de las barrancas que descienden de la cordillera neovólcanica como arroyo de caudal temporal, entre las que se pueden mencionar la del Tepanate, Chicotla, Huiconchi (Tlacuiloloapa), la de la "Plaza", "Santiago". Se cuenta además con jagueyes, considerados como ollas para almacenar agua, como son: Coatetechal, que ya no existe; Nacatonco o de los animales, Chauxacacla, Suchuititla, El Sabino, Tenanquiahua y el de Atenexapa, que se encontraba cerca de la barranca de la cortina.

### Clima
Se encuentra 1630 metros por encima del nivel del mar; por lo tanto, su clima es templado subtropical subhúmedo, con lluvias en verano = Cwa. Su temperatura media es de 16 °C, con vientos que corren del oeste por las colinas del sureste.

## Perfil sociodemográfico
De acuerdo con los resultados que presentó el II Conteo de Población y Vivienda en el 2005, el municipio cuenta con un total de 14,467 habitantes para todo el municipio. Lo 
que corresponde a la cabecera municipal, cuenta con una población de 9033 habitantes.

### Localidades
En el censo de 2020 el municipio de Tlayacapan contaba con 47 localidades.
| Código INEGI      | Localidad                | Población (2020) |
| ----------------- | ------------------------ | ---------------- |
| 170260001         | Tlayacapan               | 8 374            |
| 170260004         | San José de los Laureles | 1 662            |
| 170260003         | San Andrés Cuauhtempan   | 1 584            |
| 170260006         | Nacatongo                | 1 136            |
| Otras localidades | Otras localidades        | 6 652            |
| Total municipal   | Total municipal          | 19 408           |

### Grupos étnicos
En el 2000, la presencia indígena en el municipio corresponde a 784 habitantes hablantes de lengua indígena, lo que representa el 6.61% de la población municipal.
De acuerdo con los resultados que presentó el II Conteo de Población y Vivienda en el 2005, en el municipio habitan un total de 488 personas que hablan alguna lengua indígena.

### Religión
Predomina la religión católica, con 10,264 habitantes mayores de 5 años creyentes, pero existen asimismo otro tipo de creencias, como la evangélica, con 454 personas, y otras con 1,139 personas del mismo rango de edades. También se encuentran otros de religiones como son los testigos de Jehová, que son 567 personas de entre 15 y 40 años, y la religión cristiana domina con 12869 adeptos.

## Salud
La demanda de los servicios médicos de la población del municipio es atendida por dos centros de salud de la Secretaría de Salud y un puesto periférico del ISSSTE, donde atienden cuatro médicos. Clínicas particulares no existen, pero hay 8 médicos particulares de medicina general y un pediatra. Los consultorios particulares proporcionan servicios de consulta externa y medicina general. Pero en el año (2016) ya no se proporcionaban las medicinas al paciente si estaba muy grave.

## Vías de comunicación
Cuenta con una carretera pavimentada desde la Ciudad de México hasta la ciudad de Cuautla, que pasa por Tlayacapan, y otra carretera de Yautepec al kilómetro 88 de Atlatlahucan (que a su vez también pasa por Tlayacapan). Para llegar en transporte público, las empresas que dan el servicio son: Cristóbal Colón y Estrella Roja desde la Ciudad de México (Central de Autobuses del Norte y TAPO) hasta Cuautla, además de una ruta de transporte público.
Para llegar en automóvil desde la Ciudad de México, hay dos opciones: la primera es salir al oriente por Calzada Ignacio Zaragoza hacia Chalco por el libramiento, y la segunda es hacia el sur por el camino viejo que conecta a Xochimilco y Oaxtepec entre otras poblaciones.

## Economía
Turística y agrícola, principalmente; se produce aguacate, tomate y nopal, y este último es el representante de la ciudad como competidor en la alcaldía Milpa Alta, además de que es proveedor del mismo en época de invierno. Además, en Tlayacapan existe una gran tradición artesanal; la alfarería es una de las actividades de mayor importancia en el pueblo.

## Turismo
El municipio cuenta con gran diversidad de atractivos turísticos. En primer lugar, el Exconvento de San Juan Bautista, cuya arquitectura y frescos, plasmados en sus muros que datan del siglo XVI, muestran la forma de expresión y tradición de los frailes agustinos, al igual que sus capillas que, por su belleza arquitectónica, son sin duda un atractivo digno de visitarse. Otro atractivo es el museo que puede encontrarse en el interior del Ex Convento de San Juan Bautista, en donde se exponen las momias descubiertas en 1982 en el interior de la nave mayor, que muestran los diferentes personajes que fueron sepultados en el lugar; también, la casa de la cultura “La Cerería”, centro cultural que muestra diversas exposiciones.
En enero del 2007, el Patriarca copto Shenouda III inauguró el Templo de Santa María y San Marcos, la primera iglesia copta ortodoxa de México, en la entrada del pueblo.
Tlayacapan es uno de los lugares más visitados en el estado de Morelos, debido a su relieve colonial y las diversas tiendas de artesanías del municipio, con productos elaborados por artesanos del mismo lugar.
Una de las curiosidades de este sitio es que la banda de rock alternativo The Killers filmó allí el videoclip de su sencillo "When you were young".
En agosto del 2011 fue nombrado Pueblo Mágico por la Secretaría de Turismo de México.

### Monumentos históricos
En Tlayacapan hay numerosos monumentos históricos, entre los cuales destacan:

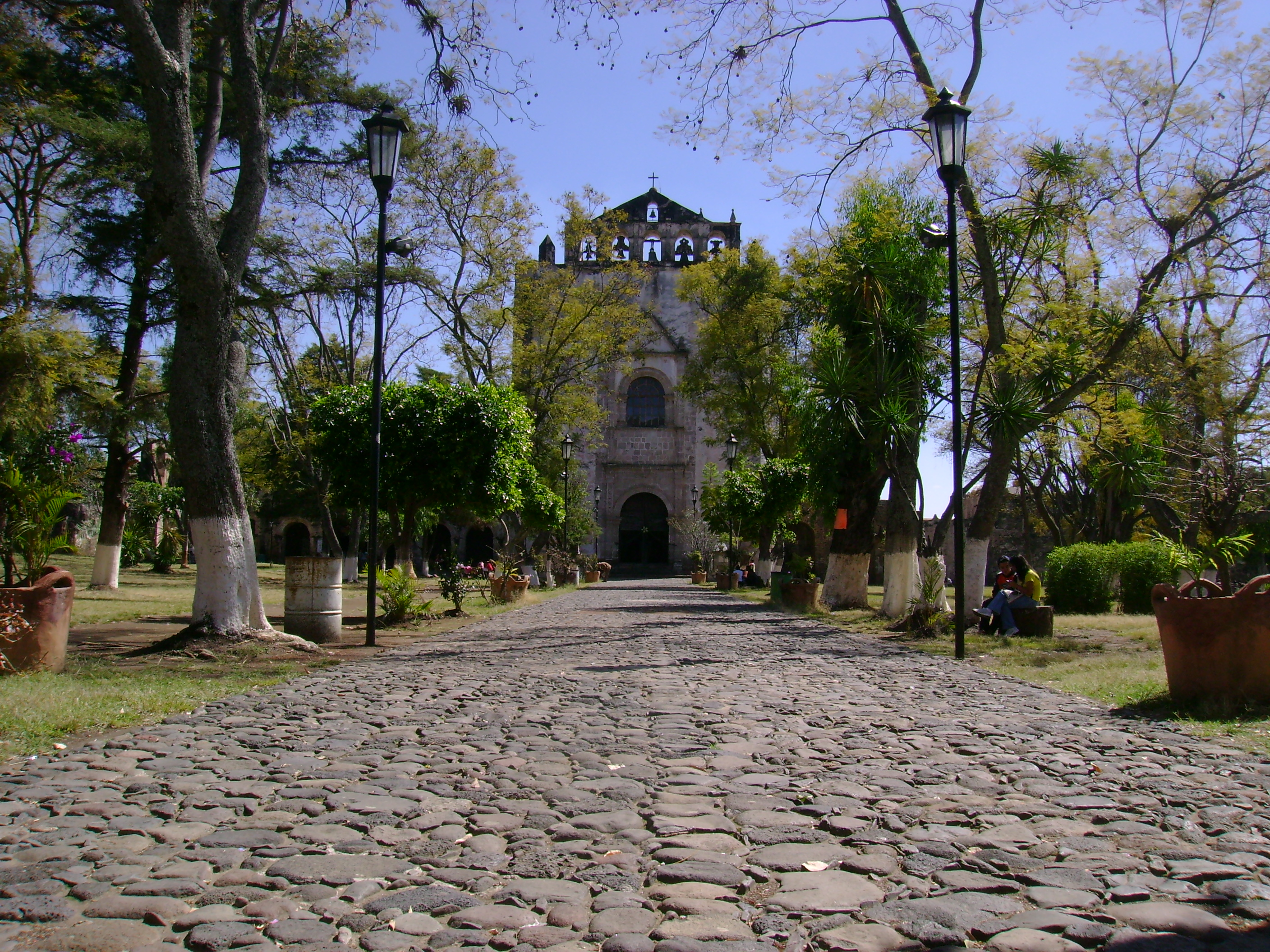
Atrio y fachada del Ex Convento de San Juan Bautista

- Ex Convento de San Juan Bautista (1534-1574). Declarado por la UNESCO en 1996 Patrimonio de la Humanidad.

- Capillas de barrio, con diferentes estilos arquitectónicos.

- Ex Convento de los Agustinos de San Juan Tlayacapan, San Jerónimo, San Martín, San Lorenzo, San Nicolás, San Miguel, Santiago, Santa Ana, La Natividad, La Concepción, El Rosario, La Exaltación, Santa Cruz de Altica, La Magdalena, La Tlaxcalchica y Nuestra Señora del Tránsito.

Todas estas capillas son llamadas "de barrio", debido a que representan simbólicamente a cada uno de los barrios del municipio.
Capillas pertenecientes a las Ayudantías:
- San José de los Laureles
- San Agustín
- San Andrés

Sólo en estas Ayudantías se cuenta con capillas debido a la antigüedad de su fundación, y son las más relevantes y las más conocidas.

### Haciendas
La Exhacienda de San Nicolás se encuentra ubicada en la colonia Pantitlán perteneciente a este municipio. Se trata de un monumento en ruinas, debido a la falta de apoyo para su restauración. Pantitlán es un término de origen náhuatl, originalmente se escribía Pantitlani (de pan, "sobre la tierra", y titlani, "banderas", esto es: "banderas sobre la tierra").
Se dice que esta hacienda perteneció a Hernán Cortés, quien la heredó a un nieto suyo llamado Pedro, en 1522. En el siglo XVI, los frailes recibían mucha ayuda por parte de los habitantes de la hacienda en ese entonces; tiempo después, al abandonar el dueño el edificio y al estar este en decadencia, los frailes agustinos tomaron posesión del mismo y se adueñaron por completo de él. Posteriormente, el 12 de octubre de 1809 el gobierno nacional confiscó la hacienda y se quedó con ella.

### Museos

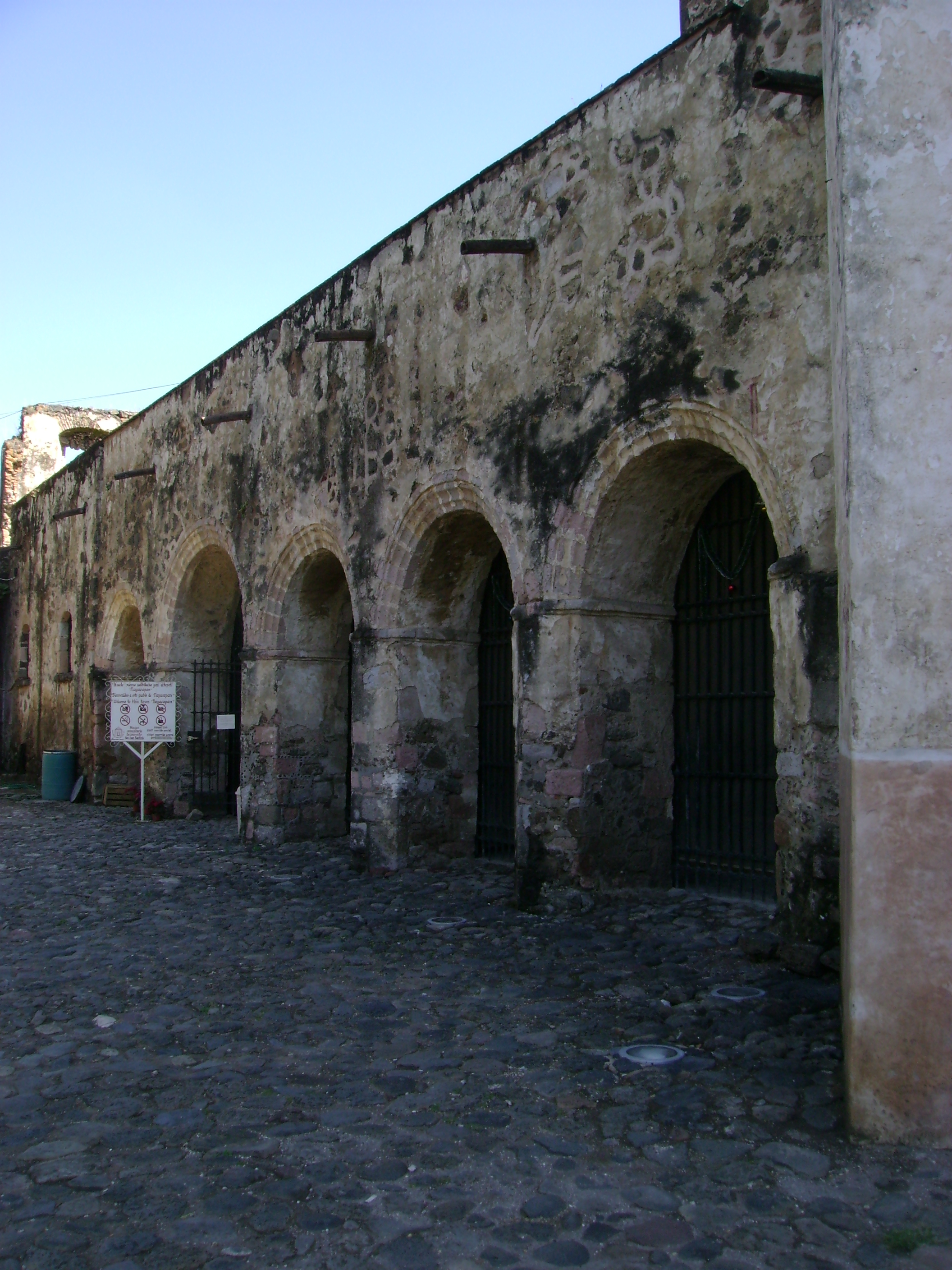
Entrada al museo del Ex Convento de San Juan Bautista, a un costado de la iglesia.

#### Ex Convento de San Juan Bautista
Este museo ofrece como atractivo los frescos que se plasmaron desde sus inicios, los que muestran y representan la forma de expresión de los padres agustinos, quienes fueron los primeros evangelizadores del municipio y los que en el siglo XVI edificaron, al igual que las capillas antes mencionadas, este tesoro arquitectónico. Como atractivo turístico, incluye la exposición de las momias que se hallaron en la nave mayor de la iglesia y mestran la forma de vida de las personas que en ese tiempo habitaron el lugar, y ejemplifican a la perfección las diferentes clases sociales que predominaban en dicho lugar.

#### Centro Cultural “La Cerería"
Este monumento arquitectónico data del siglo XVII y fue, en su esplendor, una fabulosa fábrica de velas, debido a que Tlayacapan era paso obligado a la ciudad de Tenochtitlán. Por tal motivo, todas las personas de los alrededores se venían a abastecer de velas. A la fecha, este edificio fue reparado y convertido en centro cultural en donde se montan exposiciones de fotografías o de figuras de diferentes lugares y costumbres.

## Gastronomía
La comida típica tradicional es el mole verde de pepita (pipían) acompañado con tamales de sal, charales y frijoles blancos, mole rojo de pepita también con tamales de sal y fríjol cocido, mole de guajolote, salsa verde, tlacoyos de haba, fríjol y shales. Asimismo, forman parte de la comida típica las tradicionales frutas de horno, los mamones y soletas acompañadas de unas nieves de sabores como postre.

## Fiestas y tradiciones

### Carnaval
El carnaval de Tlayacapan se celebra tres días antes el miércoles de ceniza, esto es el inicio de la cuaresma, el atractivo principal es el brinco del "Chinelo". Se tienen registros históricos de que Tlayacapan es la Cuna del "Chinelo".
El pueblo se divide en tres comparzas importantes que son: la Unión (correspondiente al barrio de Texcalpa o Santiago), la Azteca (barrio del Rosario) y la América (barrio de Santa Ana) que corresponden a cada uno de los barrios que conforman la cabecera municipal, cada comparza tiene su lista de organizadores también llamados "autores".
El día domingo de carnaval empieza con el tradicional brinco del chinelo culminado en el centro del pueblo, los días lunes y martes todo el día hay brinco y por la tarde se realiza la "formación" de chinelos en el centro del pueblo.
La mayoría de las personas opinan que el carnaval de tlayacapan es el más bonito y el mejor del estado de morelos.

### Verdadera historia del chinelo
Los chinelos nacieron en la época de la colonia en que los españoles tenían control de todos los pueblos nahuas de la región. Los habitantes del pueblo de Tlayacapan sabían que sus días de descanso eran los tres anteriores al miércoles de ceniza que era el día en que los españoles tenían un gran fiesta en la cual casi todos quedaban completamente ebrios; los nativos, cansados de abusos de los hacendados, aprovechaban esos días de descanso para ponerse disfraces de los hacendados, los religiosos y de las autoridades utilizando vestidos viejos y cubriéndose el rostro para no ser reconocidos así como fingiendo la voz en forma de falsete brincando y silbando por las calles llamándoles a estos huehueches. Tlayacapan es sin duda la cuna del chinelo, la historia oral así lo refiere y también un documento escrito por Antonio Ortiz y Arvizu emitido por la jefatura política del distrito de Yautepec al presidente municipal de Tlayacapan fechado el 7 de febrero de 1872 que textualmente manifiesta:

"He tenido noticia cierta esta jefatura, de que en esa población se está disponiendo una cuadrilla para el próximo carnaval, ridicuizando a varios personajes de respetabilidad y con vituperio a la religión católica, provocando con esto una alarma a las personas de juicio y criterio. Por lo que prevengo a usted expida oportunamente el reglamento que deben de sujetarse esas cuadrillas, prohibiendo personificar a las autoridades constituidas y a las religiones toleradas o a sus dignidades bajo las penas o multas a los infractores que usted estime oportunas. Independencia y libertad. Yautepec, 7 de febrero de 1872. Antonio Ortiz y Arvizu al presidente municipal de Tlayacapan."

Este documento fue encontrado en los archivos de Tlayacapan en el año 2002, hasta el momento no hay otro documento en otro pueblo que compruebe el origen el chinelo, como así lo ha dicho algún historiador. Es así como de esta forma Tlayacapan avala ser la cuna del chinelo así como de la música del brinco de chinelo creada por Don Brigido Santamaria, con este documento se tiene un parámetro de la fecha en que se viene realizando esta danza que ha evolucionado con el paso de los años.

### Fiestas
1.er. Viernes de Cuaresma
Celebración en honor al Señor de la Exaltación inicia el jueves por la tarde y finaliza el día domingo, esta celebración cuenta con danzas prehispánicas y juegos pirotécnicos.
4.º. Viernes de Cuaresma
Celebración en honor a Nuestra Señora del Tránsito patrona de la colonia el plan, esta festividad inicia el día miércoles y finaliza el día domingo, dicho acontecimiento se acompaña de jaripeos, juegos pirotécnicos y procesiones en todo el pueblo con la virgen y se lleva a cabo en una Colonia llamada el Plan dentro del Municipio.
6.º. Viernes de Cuaresma
Esta festividad es de honor a la virgen de los Dolores y se lleva a cabo en el barrio de Santa Ana dentro del Municipio.
Celebración de la Semana Santa
El Jueves y Viernes Santo se celebra con una representación del concilio y la procesión del Santo Entierro, el domingo de Resurrección se celebra esta festividad en la capilla de Santa Ana.
3 de mayo
Se celebra la fiesta de la Santa Cruz, en la capilla de Altica, y en la ermita de la Tlaxcalchica, así como en todas las cruces ubicadas en lo alto de los cerros que rodean al pueblo.
24 de junio
Se celebra la festividad en honor a San Juan Bautista, patrón de esta población, inicia el 22 con jaripeobaile, 23 de junio con bandas en el atrio de la iglesia y juegos pirotécnicos, 24 con mañanitas con bandas de viento, peregrinaciones, misa, bandas al mediodía y por la tarde y noche baile en la plaza del pueblo.
25 de julio
Festividad en honor a Santiago Apóstol, en la capilla del Barrio de los alfareros, con danzas prehispánicas.
26 de julio
Festividad en honor a la Virgen de Santa Anna, en la capilla del barrio de Santa Anna.
15 de agosto
Festividad en honor a San Agustín, patrono de la Comunidad de San Agustín.
8 de septiembre
Festividad de la Natividad de la Virgen María, celebrada en la Capilla de la Natividad. 
15 de septiembre
Se celebra el grito de la Independencia, acto que es presidido por el presidente municipal y el Secretario ante toda la Comunidad, y se procede a coronar a la reina de las fiestas patrias del año correspondiente, junto con su corte de princesas.
16 de septiembre
Se realiza el tradicional desfile por las principales calles del Municipio encabezado por el H. Ayuntamiento y presidido por todas las escuelas correspondientes a la Cabecera Municipal, en las principales calles de la Comunidad, al finalizar dicho acto se congregan todos los participantes en la plaza cívica a presenciar diferentes programas cívicos y culturales que preparan los directivos, y por la tarde se coloca el palo encebado para que todo aquel que desafíe a las alturas logre llegar a la punta del palo encebado y se lleve como premio a su audacia y valentía todo lo que está colgado, que es recaudado por medio de donativos por parte de los comercios de la Cabecera Municipal.
7 de octubre
Festividad en honor a la virgen del Rosario, que se lleva a cabo en el barrio de su mismo nombre con torito de luces.
1 de noviembre
Celebración del día de muertos, por la tarde se acostumbra poner la ofrenda para esperar a los familiares ya fallecidos, y por la tarde los niños y jóvenes salen a pedir el tradicional “molito” que es más que nada fruta y dulces que la gente le da a quien toca su puerta y canta los versos alusivos a ese día.
20 de noviembre
Se celebra el día de la Revolución Mexicana con un tradicional desfile al igual que el del 16 de septiembre, sólo con la excepción de que en este día no hay palo encebado.
30 de noviembre
Festividad al señor San Andrés, Patrono de la Comunidad de San Andrés.
8 de diciembre
Festividad de la Concepción de la Virgen María, celebrada en la capilla de la Concepción. 
11 de diciembre
Se inicia con las mañanitas a la Virgen de Guadalupe.
12 de diciembre
Al mediodía se oficia una misa en honor a la Virgen de Guadalupe en el Ex Convento de San Juan Bautista, posteriormente la gente se traslada a la mayordomía a comer.
24 de diciembre
Se festeja la Navidad en la casa del Mayordomo del niño Dios se celebra por la noche la tradicional arrullada del niño y posteriormente se traslada la gente a oír misa de media noche.
31 de diciembre
Se espera por la noche la llegada del año nuevo con la misa que común mente le llaman de “gallo”.
19 de marzo
Festividad en honor al señor San José, y se lleva a cabo en la Comunidad de San José de los Laureles.

### Artesanías
Piezas de alfarería tradicional como macetas, alcancías, figuras, ollas de todos tamaños, comales, jarros, cazuelas y vajillas completas de barro vidriado y con tintes de gran colorido, son uno de los productos más característicos de Tlayacapan, además de su fábrica de cerámica, lo que le ha valido ser el pueblo organizador de la Feria Nacional del Barro, que cada año se realiza en esta localidad, durante la última semana de octubre.

### Música
En el municipio de Tlayacapan, se cuenta con varias agrupaciones de jóvenes, señores y niños que conforman las diferentes bandas de Viento que caracterizan al lugar, como podemos ver la principal es La Banda de Tlayacapan con el tradicional son del “chinelo”.
"La Banda de Brigido Santamaria" tiene sus orígenes en el año de 1870. Cuenta con un repertorio amplio en el que pueden distinguirse varios sectores. Uno de ellos se forma por las marchas, valses y canciones de origen regional o externo, que son comunes al repertorio de la banda de todo el estado de Morelos y que sirven para audiciones públicas en plazas o festejos cívicos.
No es una banda de viento común, es una banda con amplia participación familiar y comunitaria que va pasando de generación en generación; actualmente "La Banda de Tlayacapan" forma parte de la tradición musical del pueblo, de ahí su importancia con el mismo a través de su música la comunidad se une y estrecha su sentido de pertenencia.
La banda con su experiencia y tradición de más de 100 años entre los jóvenes y niños enseñándoles a tocar una gran diversidad de sones y música tradicional morelense.
Don Brigido fue un músico talentoso que tocó todos los instrumentos de viento, percusiones, cuerdas, flautas, teclados y tambores, cantador tenaz, gustaba del fútbol y montar los toros. La banda que coordina hoy su nieto Enrique Santamaria, lo continúan formando los hijos, sobrinos, nietos y bisnietos de Don Brigido Santamaría, abuelo de los actuales defensores de esta tradición orquestal.
Por su historia, por su solidez, por el respeto a su tradición musical, por ser una banda comunitaria con proyecto, podemos decir que es una de las mejores bandas del país actualmente la banda realiza intensas actividades de difusión, participando en eventos especiales como:
El primer encuentro Continental de la Pluralidad en la Ciudad de México junto con grupos étnicos de toda América del Norte, Centro y Sudamérica, Congreso Nacional del Instituto de Investigación y Difusión de la Danza Tradicional de México (IIDDTM). Participación en fiestas y ferias en los Estados de Oaxaca, Guerrero, Coahuila, Guanajuato, Michoacán, Hidalgo, Veracruz, Querétaro y el Distrito Federal, entre muchos otros más, actuando en Museos, Exposiciones, Foros Diplomáticos, Eventos Culturales, Universidades, Radio y Televisión. Por todo esto en noviembre de 1998 le fue conferido el premio Nacional de la Cultura y las Artes mismo que les fue otorgado por el presidente de la república Dr. Ernesto Zedillo Ponce de León.
Los ha llevado con el tiempo posesionarse como una de las mejores en su estilo y desarrollándose en el ámbito musical. Otro sector lo forman los jarabes para toros en los jaripeos; también incluyen en su repertorio música fúnebre, tradición que se conserva fuertemente en Tlayacapan y música religiosa y ceremonial que acompaña los cánticos y alabanzas en procesiones en la Comunidad. Lo más significativo que Tlayacapan, ha heredado musicalmente al estado de Morelos es la danza de los Chinelos, además de su amplia tradición en la alfarería artesanal. A través de los años La Banda de Tlayacapan se ha constituido como un rasgo de la identidad del pueblo de Tlayacapan y del mismo estado de Morelos.

## Principales localidades
Las principales localidades de Tlayacapan son:
- Tlayacapan (Cabecera municipal)
- San Andrés Cuauhtempan
- San José de los Laureles
- San Agustín Amatlipac
- Vivianas